# Wacken Open Air
Wacken Open Air, W:O:A, är Europas största heavy metal-festival. Den äger rum i byn Wacken, mellan Hamburg och Kiel, i norra Tyskland och brukar vanligtvis pågå i tre dagar i början av augusti. Den första festivalen genomfördes 1990. År 2011 lockade festivalen drygt 75 000 besökare.
De typer av musik som spelas på Wacken är främst heavy metal, thrash metal, power metal, death metal, black metal, folk metal, symphonic metal och hårdrock.

## 2013

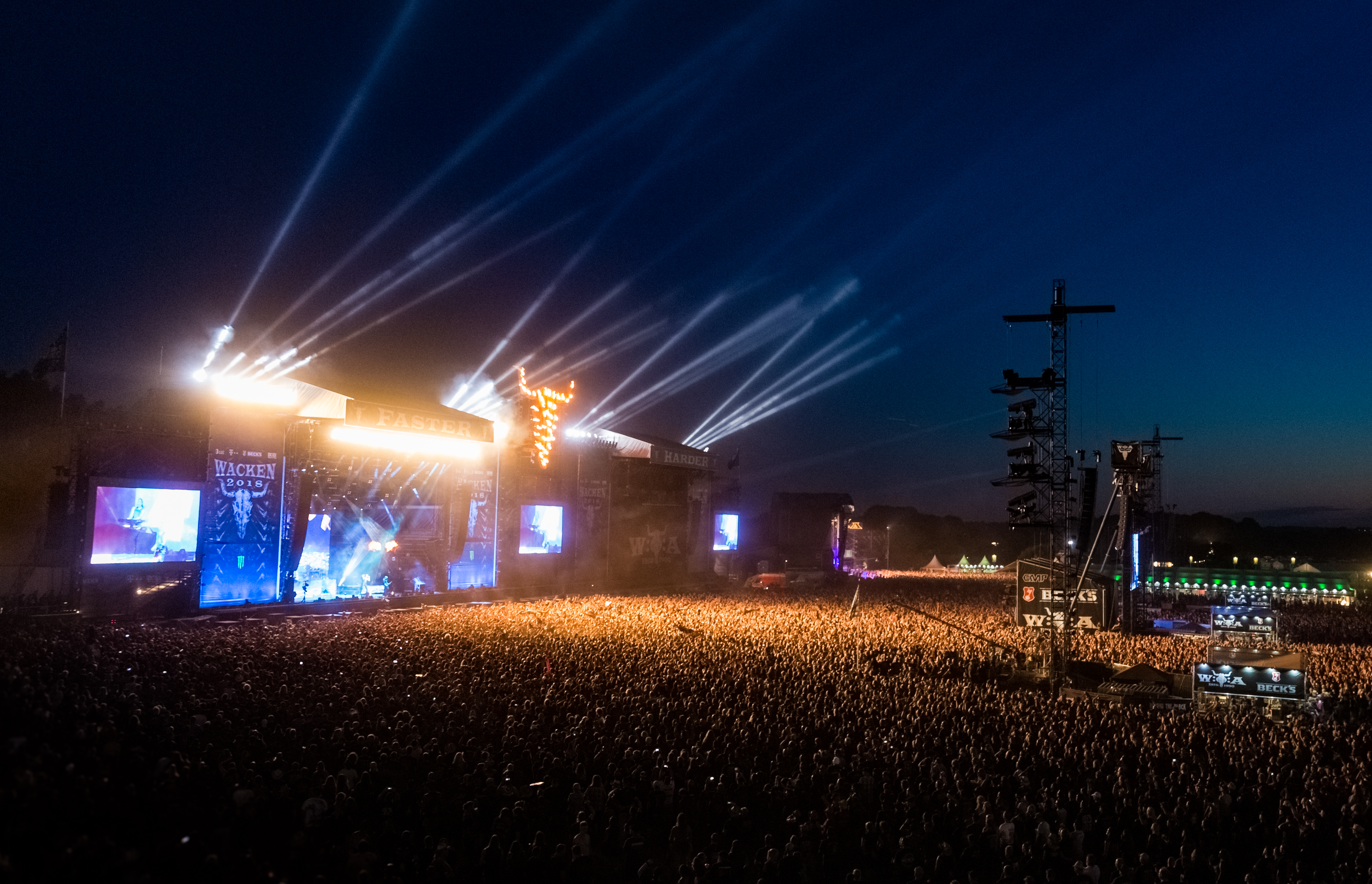
Wacken Open Air 2018.

Festivalen genomfördes den 1 augusti till 3 augusti. Biljettpris 150 €

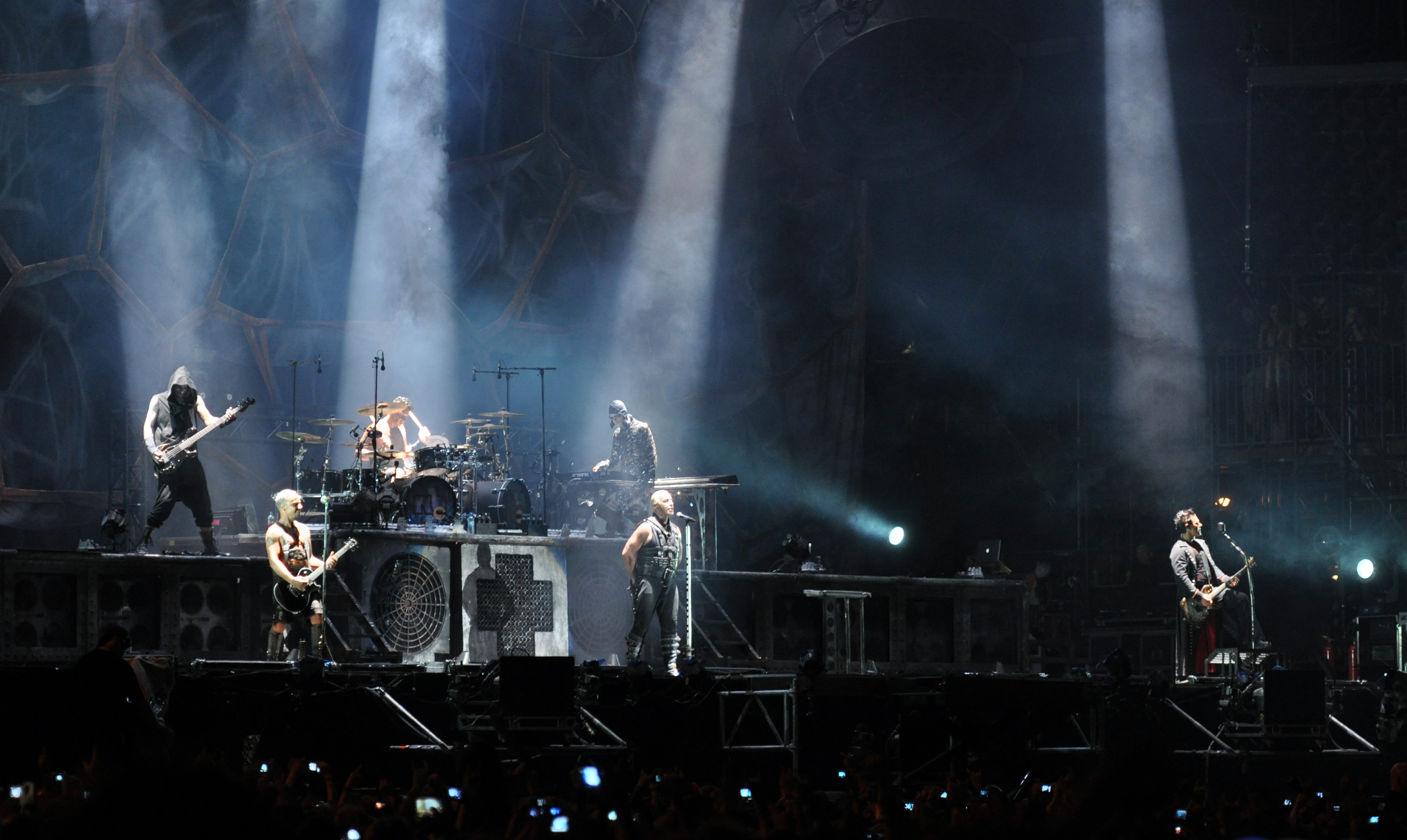
Rammstein på Wacken Open Air 2013.

- Deep Purple
- Anthrax
- Nightwish
- Arch Enemy (Inställt)
- Sabaton
- Doro Pesch
- Rage (band)
- Amorphis
- Subway To Sally
- Haggard
- Ihsahn
- Rammstein
- Sonata Arctica
- Soilwork
- Candlemass
- Vengha

mfl.

## 2012
Festivalen genomfördes den 2 augusti till 4 augusti. Biljettpris 150 €.

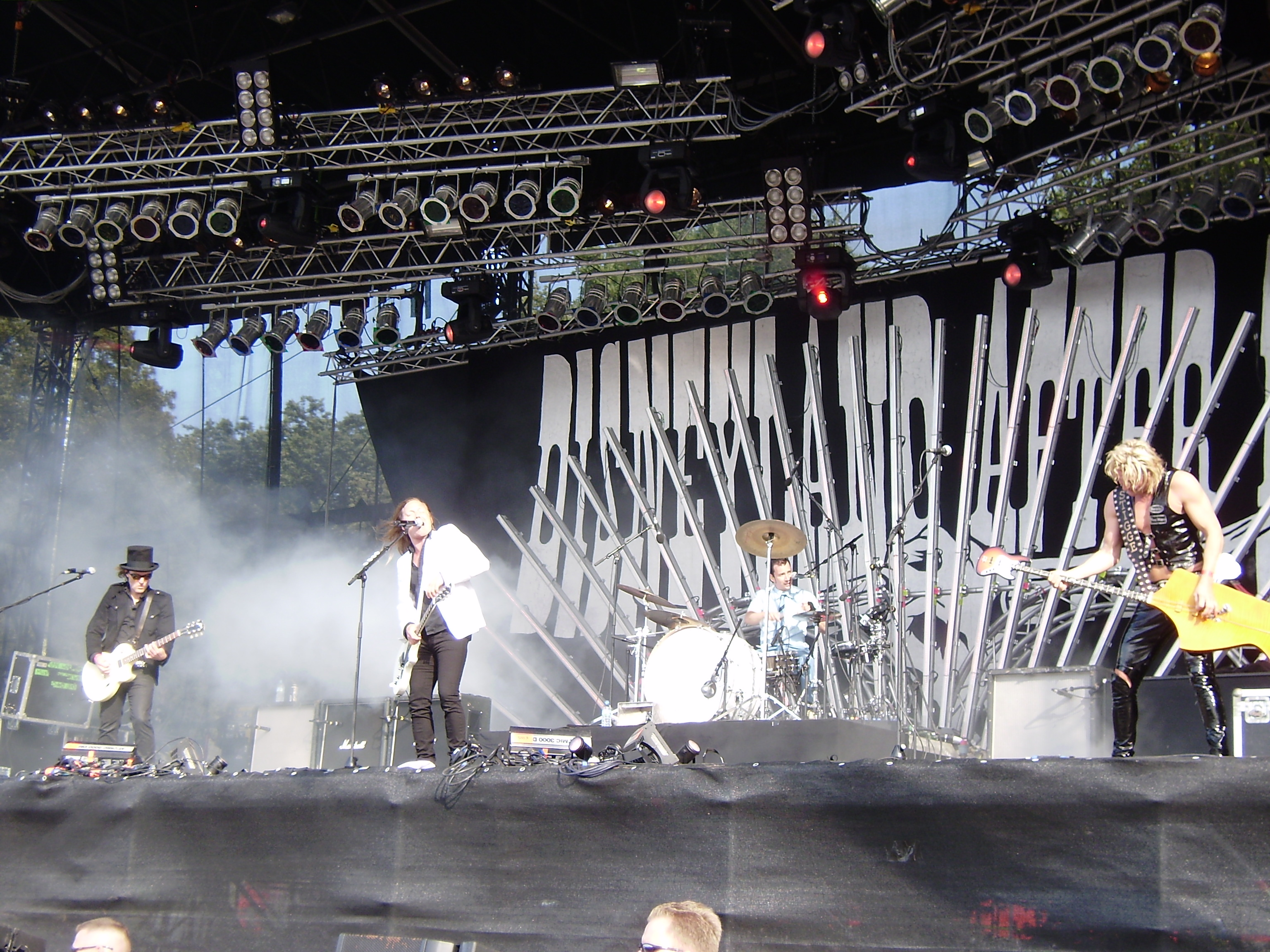
D-A-D. Wacken Open Air 2009.

Jim Breuer, U.D.O., Volbeat, Skyline, Sepultura, Saxon, Russkaja, Faanefjell, Exuviated, Hone Your Sense, The Falling, Winterstorm, Hammercult, Chthonic, Unearth, Danko Jones, Dead by April, Wölli, Kellermensch, Amaranthe, Keyle, Channel Zero, Circle II Circle, Sacred Reich, Kamelot, The BossHoss, Hammerfall, In Flames, D-A-D, Endstille, Sancturay, Overkill, Opeth, Dimmu Borgir, In Extremo, Betontod, Oomph!, Broilers, Corner, Leaves' Eyes, FDJ, Warbringer, Crimes of Passion, Graveyard, Decapitated, DodHeimsgard, We Butter The Bread With Butter, Gehenna, Aura Noir, Insomnium, Yaksa, Liquid Meat, Henry Rollins, Black Dahilia Murder, Red Fang, DRI, Jim Breuer, Kobra And The Lotus, Ghost Brigade, Gamma Ray, Axel Rudi Pell, Testament, Scorpions, Machine Head, Edguy, Delain, Napalm Death, Six Feet Under, Cradle Of Filth, Amon Amarth, Ministry, Suffocated, Paradise Lost, Sick Of It All, Dark Funeral, Schandmaul, Watain, Agro, Weto, Electric Wizard(Inställt), Megaherz, Moonspell, Nasum, Warrior Soul, Dio Discliples, Winterfylleth, Eschenbach, Henry Rollins, Massacre, Kylesa, Sylosis, Djerv, Suicide Silence, Riotgod, Leningrad Cowboys

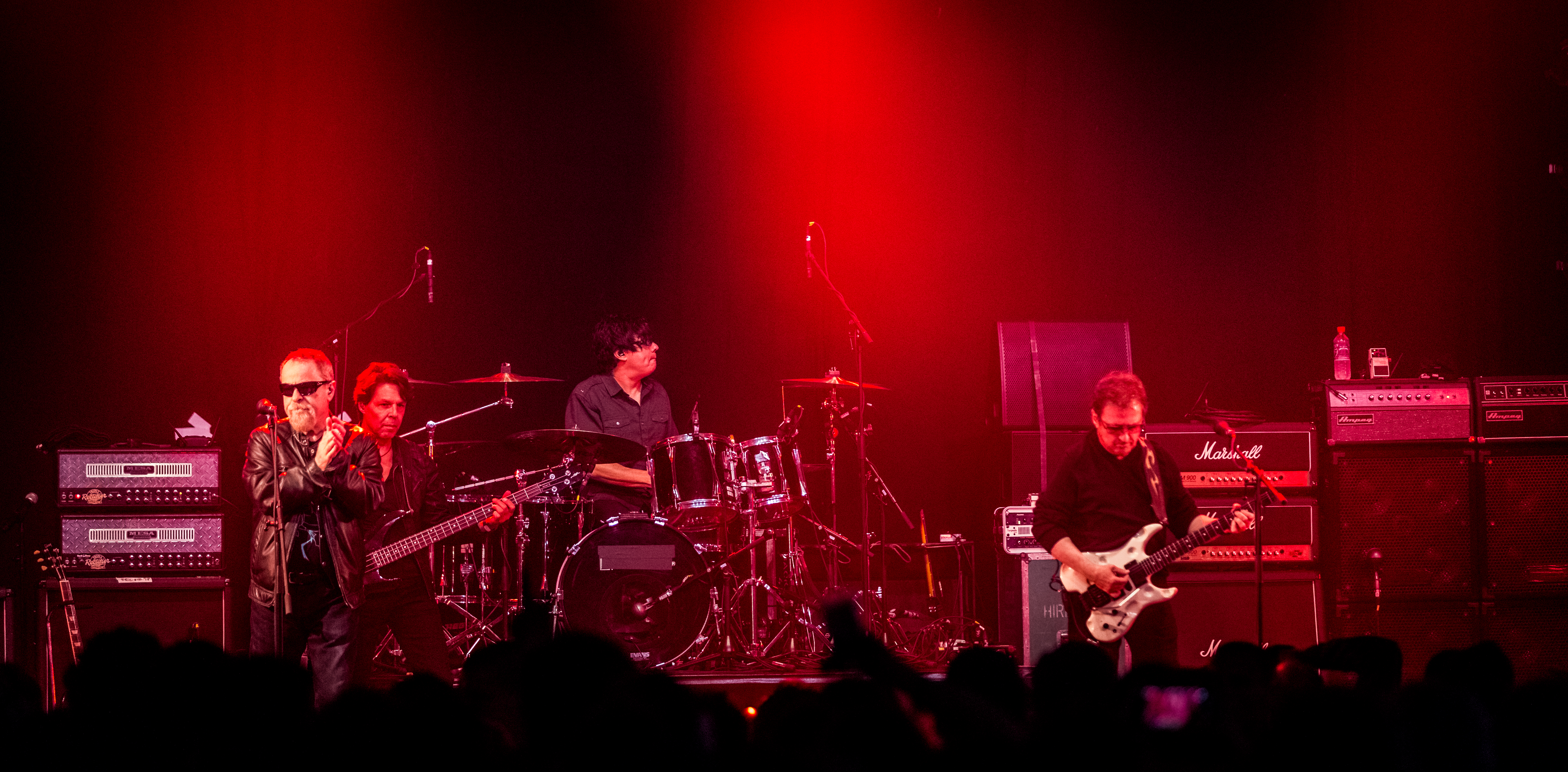
Blue Öyster Cult på Wacken Open Air 2016.

## 2011
Festivalen genomfördes den 4 augusti till 6 augusti.
Accuser, Achren, Aeon Throne, Airbourne, Aphyxion, Apocalyptica, As I Lay Dying, Atrum, Avantasia, Battle Beast, Betontod, Blaas of Glory, Blechbosn, Blind Guardian, Blowsight, Bullet, Bucovina, Bülent Ceylan, Children of Bodom, Coldwar, Crashdïet, Danko Jones, Deadlock, Deathclocks, Dir en grey, Dust bolt, Edelweiss, Ensiferum, Eläkeläiset, Excrementory grindFuckers, Exquisit Pus, Frei.Wild, Ghost B.C., Hail of Bullets, Hammercult, Hayseed Dixie, Hämaton, Heaven Shall Burn, Helloween, Hellsaw, Horch, Iced Earth, Ignis Fatuu, In Solitude, Jim Breuer, Judas Priest, Kataklysm, Khold, Knorkator, Kreator, Kvelertak, Kyuss Lives!, Lacrimas Profundere, Leash Eye, Maiden United, Mambo Curt, Mayhem, Moonsorrow, Morbid Angel, Morgoth, Mother of God, Motörhead, Negator, Nekrost, Noein, Onkel Tom, Onslaught, Ozzy Osbourne, Paralytic, Pneuma, Primal Fear, Pussy Sisster, Rabenschrey, Reliquiae, Rhapsody of Fire, Roberto Blanco, Rude Revelation, Russkaja, Saltatio Mortis, Sepultura, Seven Stitches, Severenth, Shining, Shraphead, Sirenia, Skálmöld, Skelettonwitch, Ski King, Ski's Country Trash, Skindred, Skyline, Slime, Sodom, Stier, Stormzone, Subway to Sally, Suicidal Tendencies, Suidakra, Tanker, Tauthr, The Aberlours, The Murder of my Sweet, The Haunted, The Prophecy 23, The Smackballz, Tokyo Blade, Torture Squad, Triosphere, Triptiklon, Trivium, Tsjuder, van Canto, Venomin James, Victims of Madness, Virginia Clemm, Visions of Atlantis, Volcano, Vreid, Wacken Firefighters, Warrant, X-Tinxion

## 2010
Festivalen genomfördes den 5 augusti till den 8 augusti. 
1349, Amorphis, Anvil, Apocalyptica, Arch Enemy, Alice Cooper, Astral Doors, Atrocity, Broilers, By The Patient, Caliban, Candlemass, Cannibal Corpse, Corvus Corax, Crucified Barbara, Dead Means Nothing, Debauchery, Degradead, Delain, Despised Icon, Die Apokalyptischen Reiter, Die Kassierer, Edguy, Ektomorf, End of Green, Endstille, Equilibrium, Eternal Legacy, Evile, Fear Factory, Fiddler's Green, Frei.Wild, Frontal, Ghost Brigade, Gojira, Grave Digger, Hackneyed, Hanggai, Hells Belles, Holy Grail, Ihsahn, Ill Niño, Immortal, Imperium Dekadenz, Iron Maiden, Job for a Cowboy, Kamelot, Kampfar, Katana, Killing Machine, Lake of Tears, Letzte Instanz, Lizzy Borden, Lock Up, Mad Max, Mambo Kurt, Metsatöll, Mötley Crüe, Nightmare, Orden Ogan, Orphaned Land, Overkill, Raven, Rotting Christ, Schelmish, Secrets of the Moon, Slayer, Smoke Blow, Solstafir, Soulfly, Soul Stealer, Stratovarius, Suicidal Angels, Svartsot, Tarja Turunen, The BossHoss, The Devil's Blood, The Keltics, The New Black, The Other, Tiamat, Torfrock, Týr, U.D.O., Unleashed, Varg, Victims of Madness, Voivod, W.A.S.P., Bullet for My Valentine

## 2009
Festivalen genomförs 30 juli - 1 augusti. Biljetterna var slutsålda redan 31 december 2008. Biljettpris 130 €
Banden som spelade på Wacken Open Air 2009 var:
Amon Amarth, Axel Rudi Pell, Borknagar, Bring Me The Horizon, Bullet for My Valentine, Callejon, Cathedral, Doro, Dragonforce, Einherjer, Endstille, Engel, Enslaved, Epica, GWAR, Hammerfall, Heaven and Hell, In Extremo, In Flames, Kampfar, KoS, Korpiklaani, Machine Head, Running Wild, Motörhead, Napalm Death, Nevermore, Saxon, Testament, Tristania, Turisas, Volbeat, Walls of Jericho, Whiplash 

## 2008
Festivalen 2008 genomfördes 31 juli - 2 augusti. Biljetterna var slutsålda 13 mars.  Biljettpris 109 €. Antal besökare 75 000
Band (urval)
Band som spelade under WOA 2008 är bland andra 3 Inches of Blood, As I Lay Dying, At the Gates, Avantasia, Avenged Sevenfold, Axxis, Carcass, Children of Bodom, Gorgoroth, Hatebreed, Iron Maiden, Killswitch Engage, Kreator, Lord Belial, Lordi, Nifelheim, Nightwish, Opeth, Sabaton, Soilwork, Sonata Arctica, Watain med flera.

## 2007
Festivalen genomfördes 2 augusti - 4 augusti.  Biljettpris 99 €. Antal besökare 72 500
Band
1349, All That Remains, Amorphis, Apokalyptischen Reiter, Belphegor, Benedictum, Black Dahlia Murder, Black Majesty, Blind Guardian, Bullet For My Valentine, Cannibal Corpse, ChthoniC, Communic, Destruction, Dimmu Borgir, Dir en grey, Disillusion, Enslaved, Falconer, Grave Digger, Haggard, Heaven Shall Burn, Iced Earth, Immortal, In Flames, J.B.O., Kampfar, Lacuna Coil, Letzte Instanz, Mendeed, Moonsorrow, Moonspell, Municipal Waste, Napalm Death, Narziss, Neaera, Norther, Rage, Sacred Reich, Samael, Saxon, Schandmaul, Sodom, Sonic Syndicate, Stormwarrior, Stratovarius, Swallow The Sun, Therion, TYR, Unheilig, Vader, Vision Bleak, Volbeat.

## 2006
Festivalen genomfördes 3 augusti - 5 augusti.  Biljettpris 79 €. Antal besökare 62 500
Band
Aborted, Amon Amarth, Arch Enemy, Atheist, Battlelore, Bloodthorn, Born From Pain, Caliban, Carnivore, Celtic Frost, Children Of Bodom, D'espairsRay, Danko Jones, Die Apokalyptischen Reiter, Ektomorf, Emperor, End of Green, Fear Factory, Finntroll, Fleshgore, Gamma Ray, In Extremo, Korpiklaani, Krieger, Krypteria, Lake of Tears, Legion of the Damned, Mambo Kurt, Metal Inquisitor, Ministry, Motörhead, MSG, Mystic Circle, Nevermore, Opeth, Orphaned Land, Primal Fear, Rose Tattoo, Scorpions, Six Feet Under, Soilwork, Soulfly, Subway to Sally, Tribe After Tribe, Transilvanian Beat Club, Uli Jon Roth, Victory, Vreid, WE, Whitesnake, Wintersun.

## 2005
Festivalen genomfördes 4 augusti - 6 augusti  Biljettpris 79,00 €. Antal besökare 50 000
Band
Accept, Apocalyptica, Axel Rudi Pell, Bloodbath, Candlemass, Cataract, Contradiction, Corvus Corax, Count Raven, Dissection, Doomfoxx, Dragonforce, Edguy, Eisregen, Endhammer, Endstille, Ensiferum, Equilibrium, Finntroll, Goddess of Desire, Gorefest, Hammerfall, Hanoi Rocks, Hard Time, Hatesphere, Holy Moses, Illdisposed, Kreator, losLos, Machine Head, Machine Men, Mambo Kurt, Marduk, Marky Ramone, Mercenary, Metal Church, Metalium, Mob Rules, Morgana Lefay, Mucc, Naglfar, Nightwish, Noise Forest, Obituary, Oomph!, Overkill, Panic Cell, Potentia Animi, Primordial, Reckless Tide, Regicide, Saeko, Samael, Sentenced, Sonata Arctica, Suffocation, Suidakra, Teräsbetoni, Torfrock, Tristania, Turisas, Vanguard, W:O:A Firefighters, Within Temptation, Zyklon